# Базоркин, Асланбек Бунухоевич
Асланбек Бунухоевич Базоркин (ингуш. Байсаранаькъан БӀунхой Алсбик; 3 мая 1852—1890) — первый ингушский литератор, юрист по образованию. Наиболее известен своим этнографическим очерком «Горское паломничество» (1875), где он, по оценке литературоведов, впервые в ингушской литературе ввёл элементы художественного повествования.

## Биография
Родился 3 мая 1852 года в семье военного Б. Ф. Базоркина. 15 мая 1871 года окончил полный курс Ставропольской классической мужской гимназии. В сентябре того же года поступил на первый курс физико-математического факультета Санкт-Петербургского университета. 10 октября 1872 года вместе с другом А. Т. Ахриевым бросил учёбу в Санкт-Петербургском университете и перевёлся в Нежинский юридический лицей. После окончания лицея занимался юридической работой в городе Ахалцихе в Грузии. По словам И. А. Дахкильгова, исследователям точно не известно, кем именно Базоркин работал в Ахалцихе и писал ли он тогда об ингушах. Умер в 1890 году.

## Литературная деятельность

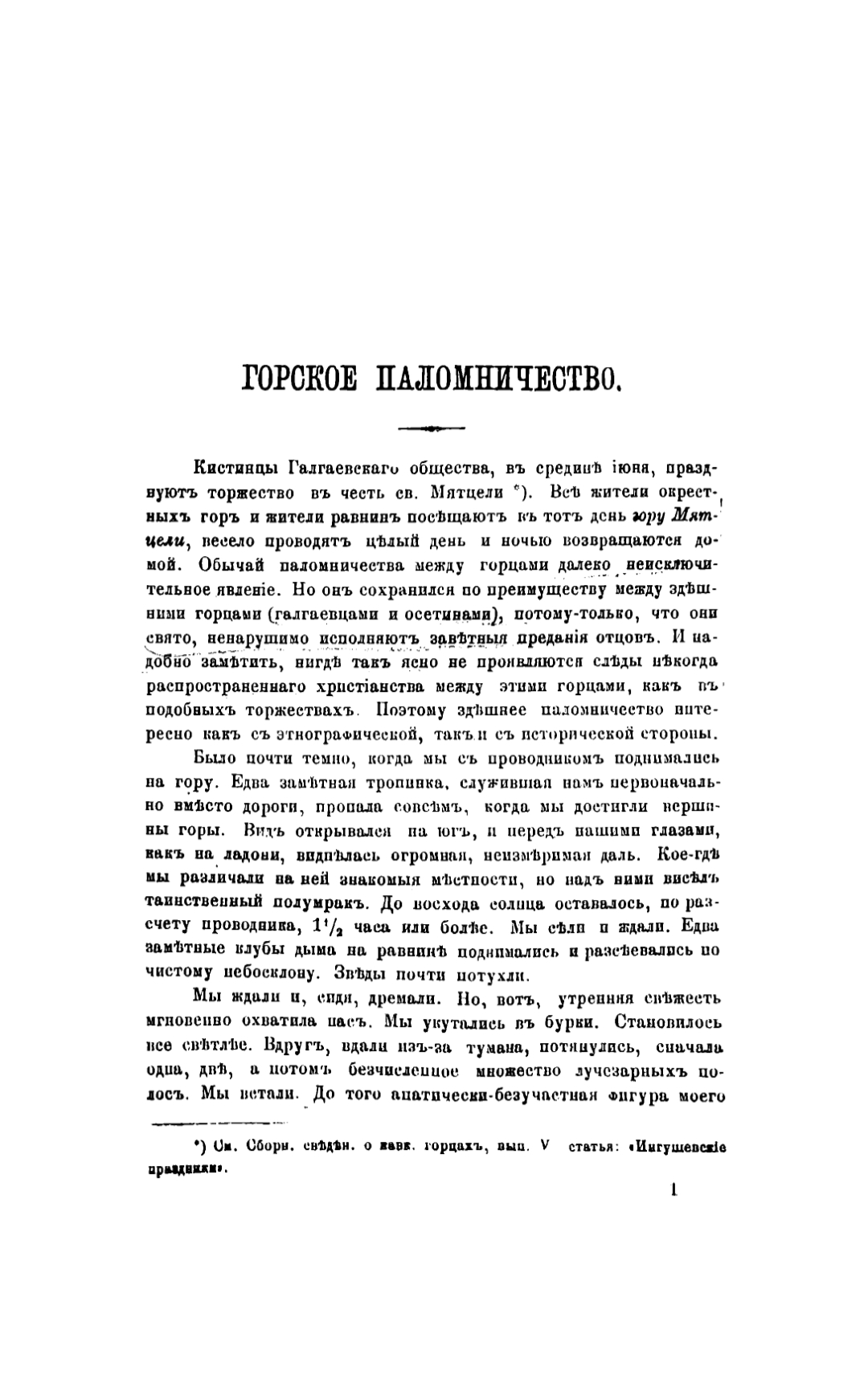
Этнографический очерк Асланбека Базоркина «Горское паломничество» (1875).

Литературовед А. У. Мальсагов писал, что о творчестве Базоркина «известно не так много».
Наиболее известное произведение Базоркина — художественно-этнографический очерк «Горское паломничество», опубликованный в «Сборнике сведений о кавказских горцах» в 1875 году. Материалом для написания этого очерка послужил визит Базоркина в горную Ингушетию в июне 1873 года, в ходе которого он вместе с паломниками поднялся на священную для язычников гору Мят-Лоам (Столовая гора) и был свидетелем моления ингушей-язычников в период летнего солнцестояния. Описывая дорогу из Владикавказа через селения Джейрах и Бейни на Столовую гору, автор пишет о местности, селениях, людях, молении и пр. С путевым рассказом перекликаются вставленные в очерк три рассказа о жизни и быте горцев. В рассказах Базоркином описывается быт горцев-ингушей XIX века как тяжёлый.
На очерк предположительно повлияли работы первого ингушского этнографа Ч. Э. Ахриева. Литературовед Р. Х. Угурчиева пишет, что Базоркин сначала планировал очерк как «обращение к традиции этнографического изучения народа», но в результате первым из ингушей нарушил устоявшиеся в нём «законы исследовательского жанра» и обратился к литературе. По мнению И. А. Дахкильгова, произведение по композиции имеет схожесть с «Путешествием из Петербурга в Москву» А. Н. Радищева.
Дахкильгов считает, что Базоркин в очерке внешне остается сторонним слушателем, не вмешивается в рассказы попутчиков, не резонёрствует, а как бы созерцает и записывает. Несмотря на это, как считает он, «за каждым словом рассказчика незримо стоит автор». По словам исследователя, с помощью стилевой манеры повествования и эмоциональной окраски фактов Базоркин создал подтекст, который «заставляет читателя размышлять над прочитанным». Это, считал Дахкильгов, позволило Базоркину придать рассказу документальную правдивость и лаконичность, и, несмотря на цензуру, эзоповским языком высказать свои взгляды на тяжёлое положение ингушского народа. Литературовед считал способности автора в бытописательстве, создании портретов и пейзажных зарисовок незаурядными. По его словам, «видна острая наблюдательность, способность к типизации образов».
Другими произведениями Базоркина являются очерки «Из далёкого прошлого» и «Воспоминания из путешествия по Чечне», опубликованные во владикавказской газете «Терские ведомости» в 1883 году. И. А. Дахкильгов считал, что в очерке «Из далёкого прошлого» писатель использовал свой «самый любимый литературный приём»: он выдаёт рассказы посторонних персонажей как свои.

## Признание
Базоркин считается первым ингушским литератором. По мнению И. А. Дахкильгова, в оценках действительности, народного сознания, быта и обычаев он придерживался демократических взглядов. Литературовед О. А. Мальсагов считает, что Базоркин написал «ценный в художественном отношении краеведческий очерк». Т. Х. Горчханова пишет, что Базоркин в очерке «Горское паломничество» впервые в ингушской литературе ввёл элементы художественного повествования.

### Комментарии
1. ↑  Также встречается вариант Асламбек[1].
2. ↑  По мнению А. У. Мальсагова, причина, по которой Базоркин бросил учёбу неизвестна[4], а по мнению И. А. Дахкильгова, писатель бросил учёбу из-за тяги к юридическому делу[5].

### На русском
- Анчабадзе Г. З. Вайнахи / Ред. Н. В. Гелашвили. — Тбилиси: «Кавказский дом», 2001. — 84 с.
- Горчханова Т. Х. Жанр рассказа в ингушской литературе. Истоки. Становление : дис. на соиск. учёной степ. канд. филол. наук: 10. 01. 02 / Науч. рук.: В. А. Бигуаа. — М. : ИМЛИ РАН, 2016. — 211 с.
- Дахкильгов И. А. Ингушская литература (период развития до 40-х годов) / Ред. А. А. Зязиков. — Грозный: ЧИКИ, 1975. — 184 с. — 1000 экз.
- Долгиева М. Б., Картоев М. М., Кодзоев Н. Д., Матиев Т. Х. История Ингушетии / Отв. ред. Н. Д. Кодзоев. — 4-е изд. — Ростов н/Д.: Южный издательский дом, 2013. — 600 с. — ISBN 978-5-98864-056-1.
- Мальсагов О. А. Библиографический справочник по ингушской художественной литературе / Вступ. ст. В. А. Васильева; Ред.: А. М. Шадиев. — Орджоникидзе: «Сердало», 1933. — 37 с. — 1000 экз.
- Проблемы традиций и новаторства в творчестве Асланбека Бунухоевича Базоркина // Литературная Ингушетия : ж-л  / Гл. ред. Л. Тамасханова. — Назрань, 2015. — № 2 (78). — С. 95—108.
- Угурчиева Р. Х. Ингушская просветительская проза: от документального к художественному // Oriental Studies. — Элиста: КИГИ РАН, 2017. — Т. 31, № 3. — С. 169—181. — ISSN 2075-7794. — doi:10.22162/2075-7794.

### На ингушском
- Дахкильгов И. А. Гӏалгӏай говзаме литература :  [ингуш.] / Гл. ред.: Т. И. Машуков; Рец.: М. Матиев, А. Евлоева. — Нальчик : ГП КБР РПК, 2009. — 608 с. : ил. — 1000 экз. — ISBN 978-5-9996-0018-9.